# Kristian von Sydow (direktör)
Gustav Karl Oscar Kristian von Sydow, född 15 september 1917 i Engelbrekts församling, Stockholms stad, död 4 mars 2008 i Göteborgs Vasa församling, var en svensk redare och företagsledare, bland annat direktör och styrelseordförande i Broströmskoncernen. 
Han var son till statsminister Oscar von Sydow och Mary (född i släkten Wijk). Han växte upp i Göteborg där hans far 1917–34 var landshövding. Kristian von Sydow tog civilekonomexamen 1938 började sedan arbeta inom Broströmskoncernen 1939 då han anställdes i Svenska Orient Linien. 1956 utsågs han till vice vd i Ostasiatiska kompaniet och var vd 1966–76. Han efterträdde Dan-Axel Broström som vd för Broströms 1969 och var styrelseordförande 1975–81. Han var ordförande i Sveriges Redareförening 1970-74.
År 1948 gifte sig von Sydow med Marie-Christine Broström, dotter till Tor Erland Broström. Han var farfar till journalisten Ebba von Sydow.
Kristian von Sydow är begravd på Stampens kyrkogård i Göteborg.

## Utmärkelser
- Kommendör av första klassen av Vasaorden, 6 juni 1974.[5]